# Grand Prix Hassan II 2023 - Qualificazioni singolare
Le qualificazioni del singolare del Grand Prix Hassan II 2023 sono state un torneo di tennis preliminare per accedere alla fase finale della manifestazione. I vincitori dell'ultimo turno sono entrati di diritto nel tabellone principale. In caso di ritiro di uno o più giocatori aventi diritto a questi sono subentrati i lucky loser, ossia i giocatori che hanno perso nell'ultimo turno ma che avevano una classifica più alta rispetto agli altri partecipanti che avevano comunque perso nel turno finale.

## Teste di serie
1. Hugo Grenier (ultimo turno, lucky loser)
2. Elias Ymer (qualificato)
3. Vít Kopřiva (primo turno)
4. Riccardo Bonadio (qualificato)

1. Nicolas Moreno de Alboran (ultimo turno)
2. Dimitar Kuzmanov (qualificato)
3. Andrea Vavassori (qualificato)
4. Arthur Cazaux (ultimo turno)

## Qualificati
1. Dimitar Kuzmanov
2. Elias Ymer

1. Andrea Vavassori
2. Riccardo Bonadio

### Lucky loser
1. Hugo Grenier

1. Aleksej Vatutin

## Tabellone

### Sezione 1
|  | Primo turno | Primo turno      | Primo turno      | Primo turno | Primo turno |  |  | Ultimo turno | Ultimo turno     | Ultimo turno | Ultimo turno | Ultimo turno |  |
|  |             |                  |                  |             |             |  |  |              |                  |              |              |              |  |
|  | 1           | Hugo Grenier     | Hugo Grenier     | 7           | 7           |  |  |              |                  |              |              |              |  |
|  |             | Nerman Fatić     | Nerman Fatić     | 5           | 5           |  |  | 1            | Hugo Grenier     | 3            | 6            | 0            |  |
|  | WC          | Walid Ahouda     | Walid Ahouda     | 1           | 2           |  |  | 6            | Dimitar Kuzmanov | 6            | 4            | 6            |  |
|  | 6           | Dimitar Kuzmanov | Dimitar Kuzmanov | 6           | 6           |  |  |              |                  |              |              |              |  |

### Sezione 2
|  | Primo turno | Primo turno               | Primo turno | Primo turno | Primo turno |  |  | Ultimo turno | Ultimo turno              | Ultimo turno              | Ultimo turno | Ultimo turno |  |
|  |             |                           |             |             |             |  |  |              |                           |                           |              |              |  |
|  | 2           | Elias Ymer                | 4           | 7           | 6           |  |  |              |                           |                           |              |              |  |
|  | Alt         | Matteo Martineau          | 6           | 63          | 4           |  |  | 2            | Elias Ymer                | Elias Ymer                | 7            | 6            |  |
|  |             | Aleksej Vatutin           | 3           | 6           | 1           |  |  | 5            | Nicolas Moreno de Alboran | Nicolas Moreno de Alboran | 67           | 4            |  |
|  | 5           | Nicolas Moreno de Alboran | 6           | 4           | 6           |  |  |              |                           |                           |              |              |  |

### Sezione 3
|  | Primo turno | Primo turno        | Primo turno        | Primo turno | Primo turno |  |  | Ultimo turno | Ultimo turno     | Ultimo turno     | Ultimo turno | Ultimo turno |  |
|  |             |                    |                    |             |             |  |  |              |                  |                  |              |              |  |
|  | 3           | Vít Kopřiva        | Vít Kopřiva        | 64          | 5           |  |  |              |                  |                  |              |              |  |
|  | WC          | Reda Bennani       | Reda Bennani       | 7           | 7           |  |  | WC           | Reda Bennani     | Reda Bennani     | 2            | 3            |  |
|  |             | Aleksandar Lazarov | Aleksandar Lazarov | 62          | 3           |  |  | 7            | Andrea Vavassori | Andrea Vavassori | 6            | 6            |  |
|  | 7           | Andrea Vavassori   | Andrea Vavassori   | 7           | 6           |  |  |              |                  |                  |              |              |  |

### Sezione 4
|  | Primo turno | Primo turno      | Primo turno      | Primo turno | Primo turno |  |  | Ultimo turno | Ultimo turno     | Ultimo turno | Ultimo turno | Ultimo turno |  |
|  |             |                  |                  |             |             |  |  |              |                  |              |              |              |  |
|  | 4           | Riccardo Bonadio | Riccardo Bonadio | 6           | 7           |  |  |              |                  |              |              |              |  |
|  |             | Pablo Andújar    | Pablo Andújar    | 2           | 5           |  |  | 4            | Riccardo Bonadio | 6            | 6(1)         | 6            |  |
|  |             | Marek Gengel     | Marek Gengel     | 3           | 1           |  |  | 8            | Arthur Cazaux    | 4            | 7            | 3            |  |
|  | 8           | Arthur Cazaux    | Arthur Cazaux    | 6           | 6           |  |  |              |                  |              |              |              |  |